# Nomada whiteheadi
Nomada whiteheadi là một loài Hymenoptera trong họ Apidae. Loài này được Eardley & Schwarz mô tả khoa học năm 1991.